# Хаффар, Лутфи
Лутфи бин Хасан бин Махмуд аль-Хаффар (араб. لطفي بن حسن بن محمود الحفار‎; 1891, Дамаск, Османская империя — 1968, Дамаск, Сирия) — сирийский государственный деятель. Четырежды (1928, 1932, 1936, 1943), депутат сирийского парламента, неоднократно занимал министерские должности (трижды был министром внутренних дел, по одному разу — министром финансов и министром образования), в феврале-апреле 1939 года возглавлял сирийское правительство.

## Биография

### Личная жизнь и общественная деятельность
Родился в семье торговца. С частными преподавателями изучал социологию, литературу и экономику. В юношеские годы присоединился к подпольному антиосманскому движению, был членом Аль-Фатат, но большую часть времени посвящал коммерции. Тем не менее, в 1913 году был одним из подписавших декларацию, представленную на Первом арабском конгрессе, проходившем в Париже, требовавшую отделения от Османской империи. В 1924-м году аль-Хаффар стал заместителем председателя Торговой палаты Дамаска. Работал над разрешением сирийско-ливанских таможенных противоречий.
Одним из главных достижений аль-Хаффара на общественном поприще стало обеспечение снабжения Дамаска питьевой водой из источника Айн аль-Фиджа, после того, как вод реки Барада стало не хватать одновременно для ирригационных нужд сельских пригородов Дамаска и нужд жителей города.

### Политическая деятельность при режиме французского мандата
В середине 1920-х годов сблизился с Абд ар-Рахманом Шахбандаром, одним из противников французского мандата. В июне 1925 года присоединился к основанной Шахбандаром Народной партии.
В 1925 году выдвигал инициативы по прекращению сирийского освободительного восстания. В апреле 1926 года он впервые занял государственный пост, став министром торговли в профранцузском правительстве Ахмада Нами. Однако уже в июле того же года подал в отставку в знак протеста против французской политики. Вскоре он был арестован, и содержался в заключении до 1928 года. После своего освобождения участвовал в основании Национального блока. Именно по списку Национального блока избирался в парламент Сирии в 1928, 1932, 1936 и 1943 годах. В 1928 году работал в комиссии, занимавшейся разработкой первой конституции Сирии. В 1936 году вновь был арестован, теперь за организацию шестидневной забастовки в Дамаске. В декабре 1936 года, после того как президентом Сирии стал лидер Национального блока Хашим аль-Атасси, аль-Хаффар стал министром финансов в правительстве Джамиля Мардам Бея, и пробыл на этом посту до июля 1938 года. А в феврале 1939 года он согласился на предложение президента Атасси возглавить кабинет министров. В этой должности, однако, пробыл недолго: он покинул этот пост уже в апреле того же года.
В 1940 году был одним из четырёх членов Национального блока, которые были обвинены в убийстве Абд ар-Рахмана Шахбандара, бывшего союзника аль-Хаффара. Уехал в Багдад и жил там до тех пор, пока французская администрация не признала его невиновным. В 1943—1946 годах трижды занимал пост министра внутренних дел, дважды в правительствах Саадаллаха Джабири, и ещё раз в правительстве Фариса аль-Хури. В 1948 году был заместителем премьер-министра Джамиля Мардам Бея.

### Политическая деятельность в независимой Сирии
После переворота Хусни аз-Заима, совершённого в 1949 году не занимал государственных постов, хотя ещё долго продолжал политическую деятельность. Так, он выдвигал свою кандидатуру на пост президента Сирии в 1955 году, но взял самоотвод после того, как о своём желании занять этот пост заявил Шукри аль-Куатли. В 1956 году Куатли хотел назначить политика премьер-министром, но его кандидатура была заветирована партией Баас.
Был настроен против создания объединённого государства Сирии и Египта, и всё время существования ОАР оставался вне политики. В 1961 году он поддержал государственный переворот и последовавший за ним выход Сирии из состава ОАР.
Окончательно покинул политику после прихода к власти партии Баас в марте 1963 года.